# Lower-Crystal-Springs-Staumauer
Die Lower-Crystal-Springs-Staumauer am San Mateo Creek im San Mateo County, Kalifornien, formt den gleichnamigen Stausee. 
Die Gewichtsstaumauer wurde 30 km von San Francisco nur wenige hundert Meter von der San-Andreas-Verwerfung entfernt gebaut. Sie überstand die starken Erschütterungen des San-Francisco-Erdbebens von 1906 und des Loma-Prieta-Erdbebens 1989 ohne Schaden. Die gekrümmte Mauer besteht aus verzahnten Betonblöcken, und bei starker seismischer Beanspruchung können sich kurzzeitig einige der Fugen öffnen. Als der Bau dieser Mauer 1890 beendet wurde, war sie mit ihrer damaligen Höhe von 44,5 m die größte Staumauer der westlichen Welt nach der Kurit-Talsperre in Persien – bis zum Bau der New-Croton-Talsperre 1906 mit 91 m Höhe. Die Mauer wurde 1911 von 44,5 m auf 57 m erhöht. Eine Staumauer mit ähnlicher Höhe war sonst nur noch die Tibi-Talsperre in Spanien mit rund 42 bis 46 m.
Über die Staumauer führt eine Straße, die zum Sawyer Camp Trail gehört.